# Spliceosoom
Het spliceosoom is een ingewikkelde machine, die een rol speelt bij de eukaryotische genexpressie met betrekking tot het knippen (cleavage) van de introns uit het pre-mRNA en het plakken (splicing) van de exons en zo het mRNA vormt. Een spliceosoom heeft een massa van meer dan een mega-Dalton.
Het spliceosoom bestaat uit 5 snRNP's (uitgesproken als snurps). Een snRNP bestaat uit kleine in de celkern voorkomende ribonucleoproteïne stukjes, RNA en een aantal proteïnen. Daarnaast zijn proteïnen en proteïnecomplexen, die geen deel uitmaken van het spliceosoom, erbij betrokken.

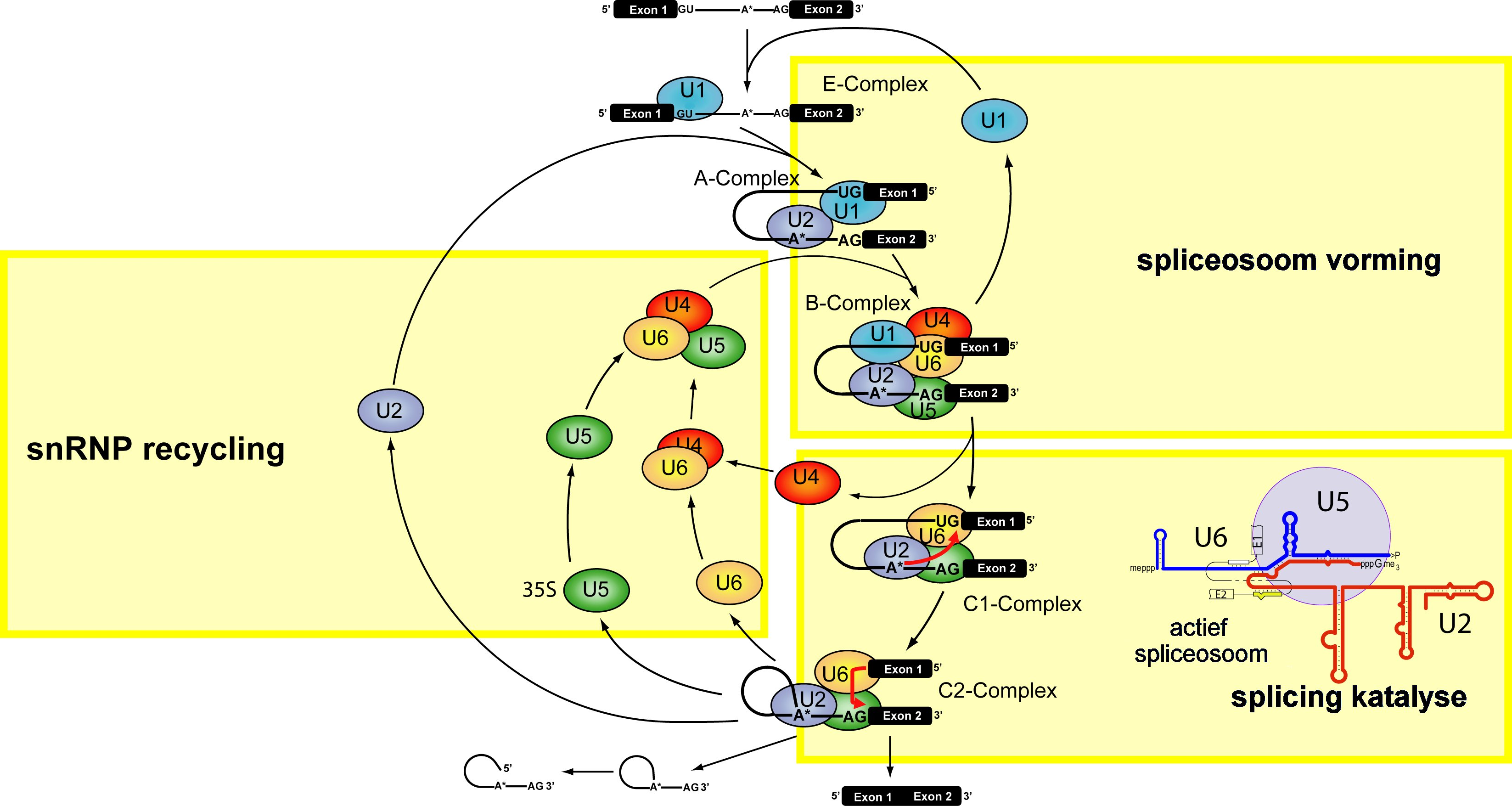
De spliceosoom-cyclus. Deze bestaat uit drie opeenvolgende stappen. De stapsgewijze opbouw van het spliceosoom (Spliceosome assembly), de verandering en activering met de daarop volgende splicereactie (Splicing catalysis) en de recycling van de ribonucleoproteïnen (snRNP recycling).

## Type spliceosoom
Er wordt onderscheid gemaakt in twee soorten spliceosomen:
MajorHet major spliceosoom splicet introns, die GU (guanine, uracil) op de 3' spliceplaats en AG (adenine, guanine) op de 5' spliceplaats hebben zitten. Het bestaat uit de U1, U2, U4, U5 en U6 snRNP's.
MinorHet minor spliceosoom lijkt veel op het major spliceosoom, maar het splicet zeldzaam voorkomende introns met verschillende volgorden (sequences) van spliceplaatsen. Hierbij bestaan de 3' en 5' spliceplaatsen respectievelijk uit AU (adenine, uracil) en AC (adenine, cytosine). Het minor spliceosoom heeft evenals het major het U5 snRNP, maar andere snRNP’s voor U1, U2, U4 en U6, die respectievelijk U11, U12, U4atac, en U6atac genoemd worden.

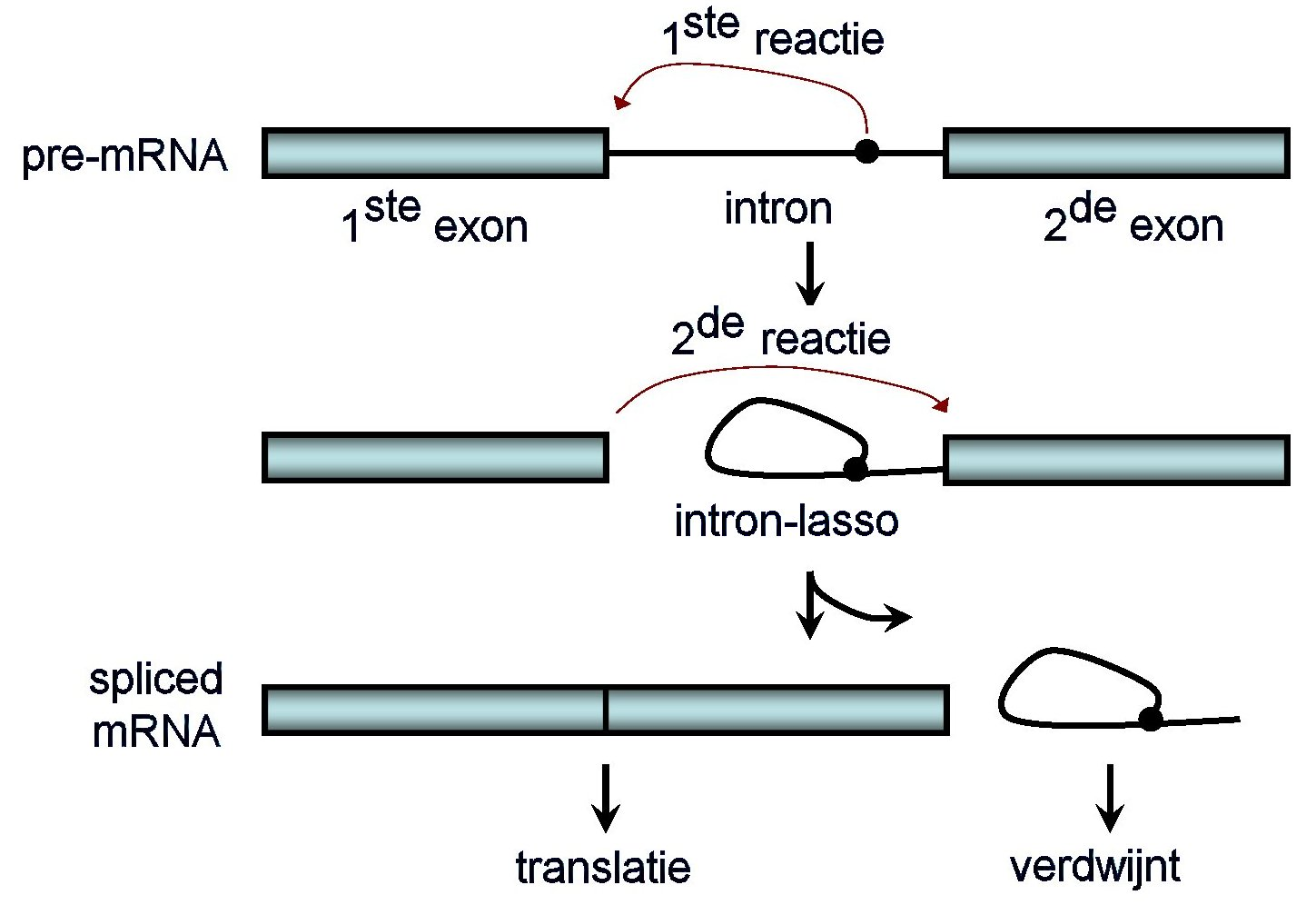
Diagram met de twee stappen: cleavage (knippen) en splicing (plakken)

Het spliceosoom wordt voor elke verwijdering van de introns direct op het pre-mRNA uit de verschillende onderdelen opgebouwd. Daarbij bindt de U1 snRNP zich aan de 5' spliceplaats en vormt de U2 snRNP met behulp van andere proteïnefactoren (U2AF, U2 auxilliary factor) het polypyrimidine-trakt. Ten slotte volgt de binding van het zogenoemde tri-snRNP's, een complex van U4, U6 en U5 snRNP's. Na structuurverandering, waarbij verdere niet snRNP factoren zijn betrokken ontstaat het actieve spliceosoom waarin de U1 en U4 snRNP's ontbreken. Het actieve spliceosoom katalyseert de eerste stap van de transesterificatie in het spliceproces, waardoor het vrije 5' exon en 3'exon-intronlasso (intron lariat) gevormd worden. Na verdere veranderingen in structuur en samenstelling van het spliceosoom volgt de tweede stap in het spliceproces, waarbij de introns verwijderd en de exons aan elkaar geplakt worden. Hierna valt het spliceosoom weer uit elkaar.